# Pseudoramonia stipitata
Pseudoramonia stipitata är en lavart som beskrevs av Vezda & Hertel. Pseudoramonia stipitata ingår i släktet Pseudoramonia och familjen Graphidaceae.   Inga underarter finns listade i Catalogue of Life.